# Дагестански језици
Дагестански језици су језици дагестанских народа. Овај термин се може користит у једном од два значења:
- дио нахско-дагестанске језичке породице, која укључује све језичке породице, осим нахских.[1][2] Распрострањено у Дагестану и сјеверним подручјима Азербејџана. Укупан број говорника је више од 3 милиона људи.
- сви језици који се говоре у Дагестану. Укључује дагестанске језике у првом значењу, као и све друге језике који се говоре у Дагестану (укључујући азерски, горскојеврејски, кумички, ногајски, руски, татски итд.).

Остаје отворено питање да ли су дагестански језици у правом значењу генетска заједница. Неки научници их сматрају једном од двије гране нахско-дагестанских језика, заједно са нахским језицима, док други критикују ову подјелу и сматрају дагестанске језике регионалном језичком заједницом.

## Назив
У прошлости, дагестански језици су називано још и лезгинским; на јерменском, азерском, грузинском и средњоперсијском ријечи повезана са етнонимом „Лезгини”, коришћење су за означавање Дагестанаца.

## Општи подаци
Представници дагестанских народа своје идиоме обично сматрају дијалектима у оквиру њихове језичке гране. Дјелимичан изузетак су лезгински и неки аварски народи, који имају свијест о етничкој самобитности и као посљедњица тога да је њихов идиом одвојен од сусједних језика.
Међутим, у раном совјетском периоду, када је влада водила политику вјештачког формирања нових етничких група, свака дагестанска етничка група почела је себе да сматра посебним народом, а свој језик, сходно томе, посебним. До тада су се ријечи хайдакец, табасаранец, андиец и други етнички називи користили само за именовање етнојезичких заједница, али не и за именовање посебне етничке народности.
Познавање књижевног језика међу даргинским, лезгинским и дјелимичног аварским народима је прилично слабо развијено и они се, по правилу, не користе у међусобној комуникацији говорника различитих али сродних дагестанских идиома. Због недостатка међусобног разумијевања, чак и говорници сусједних идиома често користе руски језик за комуникацију.
Неки научници сматрају да су сличности резултат заједничког поријекла из прадагестанског језика, који се говорио прије неколико хиљада година.